# Vomécourt-sur-Madon
Vomécourt-sur-Madon è un comune francese di 74 abitanti situato nel dipartimento dei Vosgi nella regione del Grand Est.

## Storia
Vomécourt faceva parte del baliato di Darney. Il patronato della chiesa di Vomécourt, da cui dipendevano Xaronval, Pont-sur-Madon e Bettoncourt, aveva sede nel capitolo di Remiremont.
Dal 1790 al 1800 (anno IX del calendario repubblicano) Vomécourt fece parte del Cantone di Mirecourt.

### Simboli
Lo stemma di Vomécourt-sur-Madon è stato creato da Robert André Louis e Bernard Georgin e adottato dal Comune nel giugno del 2015.
L'iris delle paludi era stato adottato come emblema dal re Clodoveo ed evoca l'origine franca del paese.
La trangla ondata simboleggia il corso del fiume Madon.
I due triangoli, formati dall'incappato nella parte superiore dello scudo, riproducono il gesto di san Martino, patrono della parrocchia, che dona la metà del suo mantello ad un povero.
L'alerione è il simbolo del ducato di Lorena, che condivideva la signoria di Vomécourt-sur-Madon con l'abbazia di Remiremont dedicata a san Pietro e rappresentata dalle due chiavi incrociate.
I rami di salice che adornano lo scudo ricordano gli alberi che crescono lungo le sponde del Madon. Il piccone simboleggia le cave di pietra presenti ai limiti del territorio comunale. 

## Monumenti e luoghi d'interesse
- Chiesa romanica di San Martino del XII secolo, ampliata alla metà del XVIII secolo, è stata restaurata nel 1911 e nel 1925. È stata classificata Monumento storico nazionale con decreto del 3 giugno 1908.[3]

## Società

### Evoluzione demografica
Abitanti censiti

## Galleria d'immagini

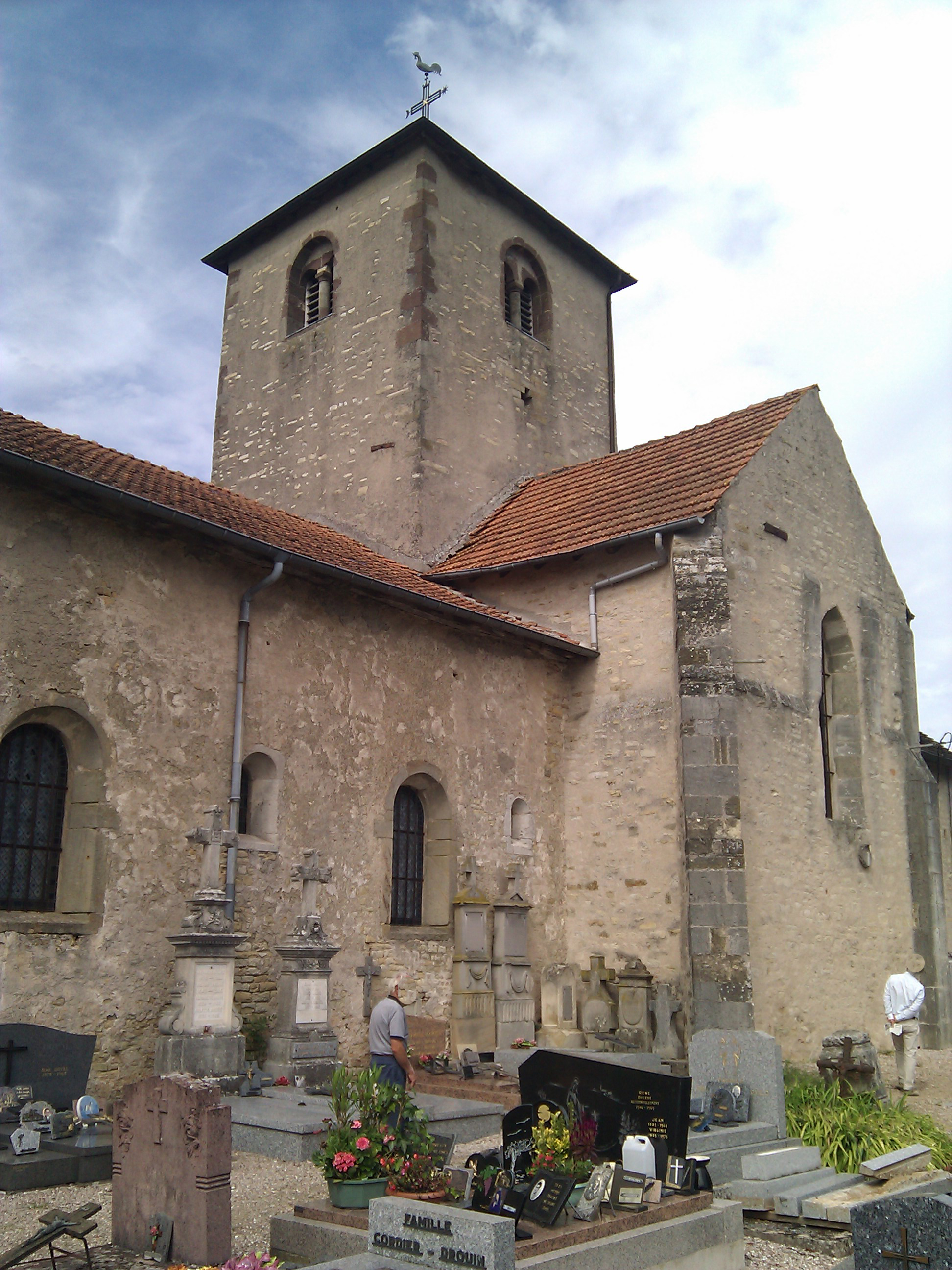
Chiesa di San Martino
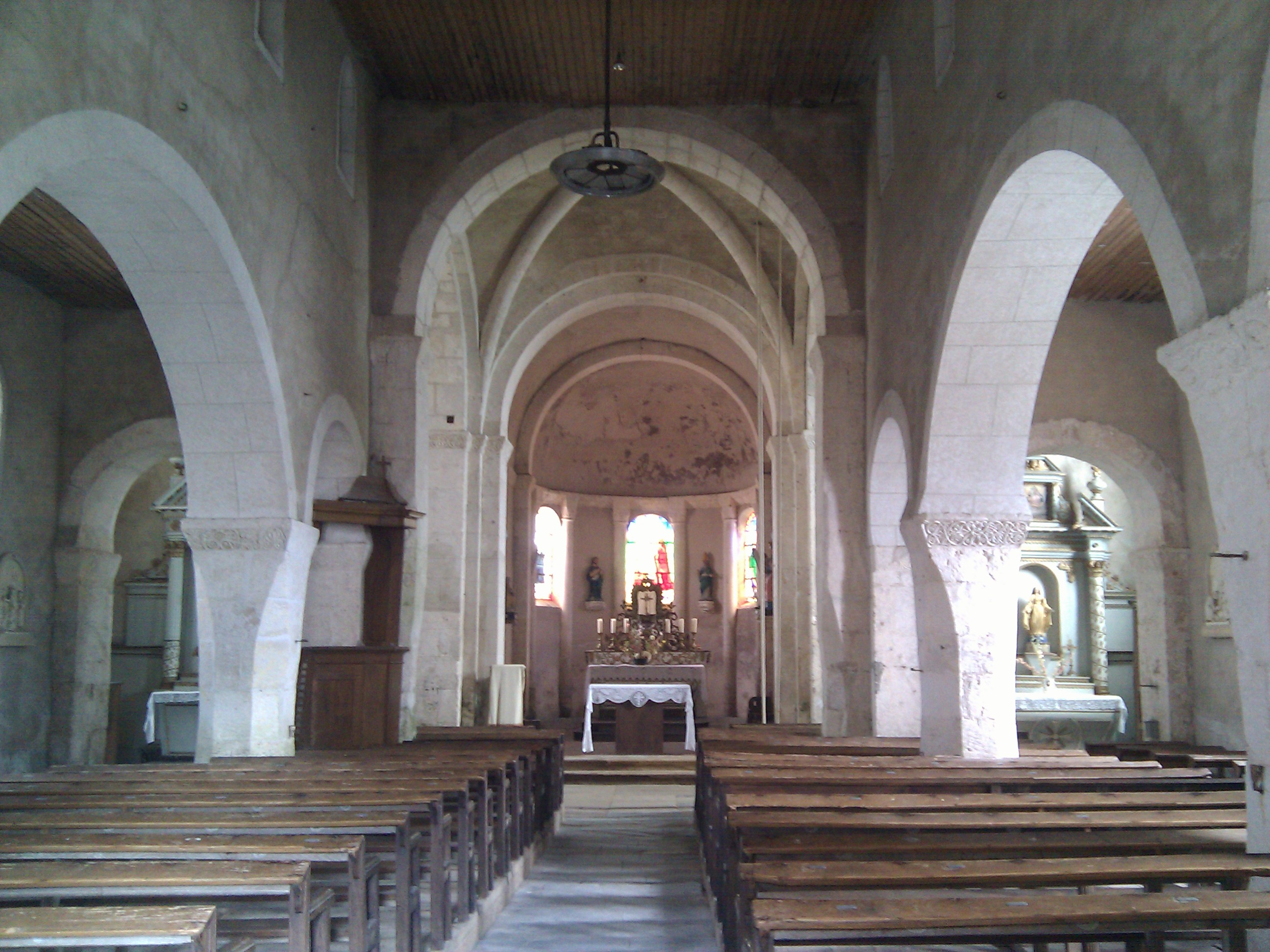
Interno della chiesa
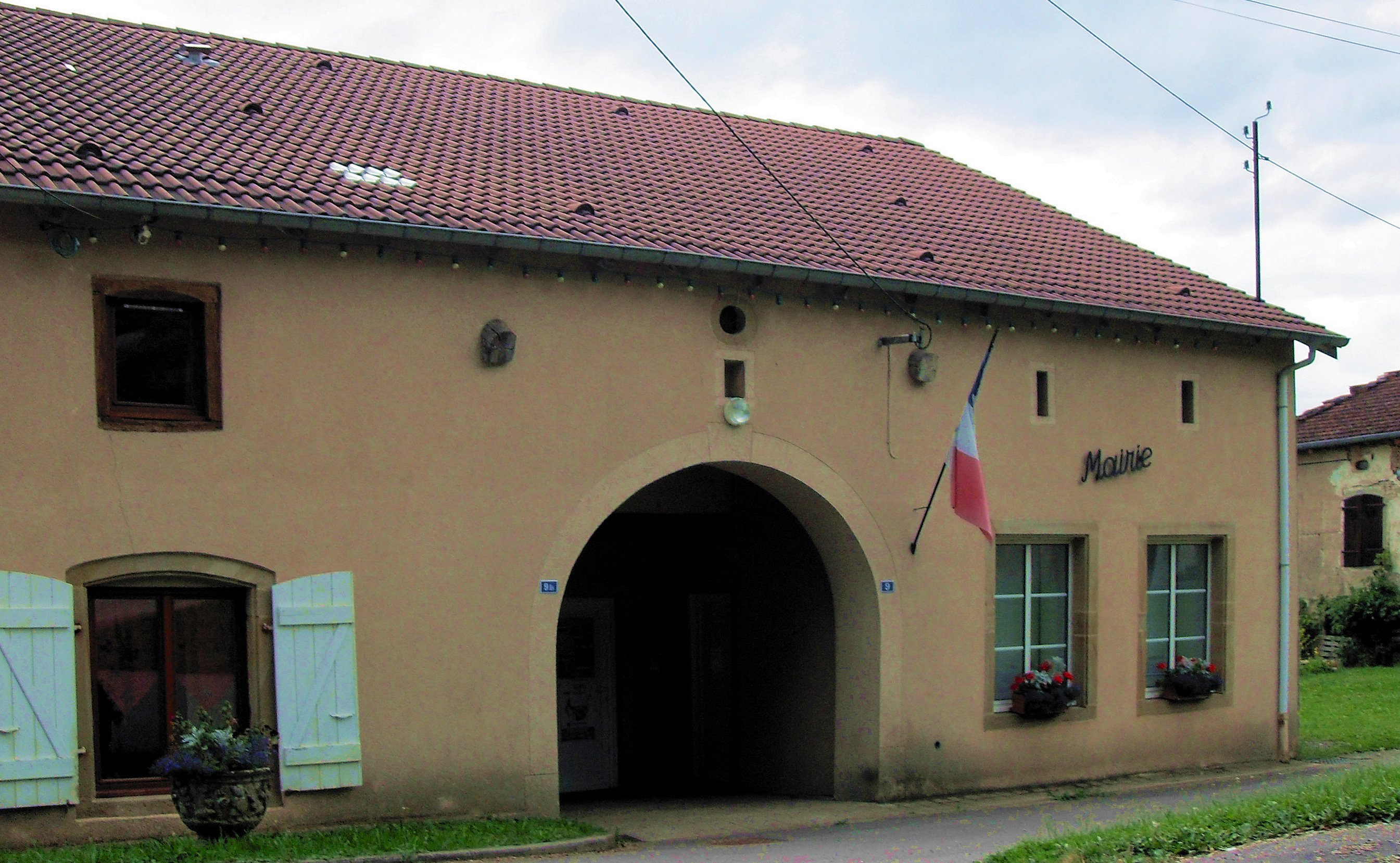
Municipio
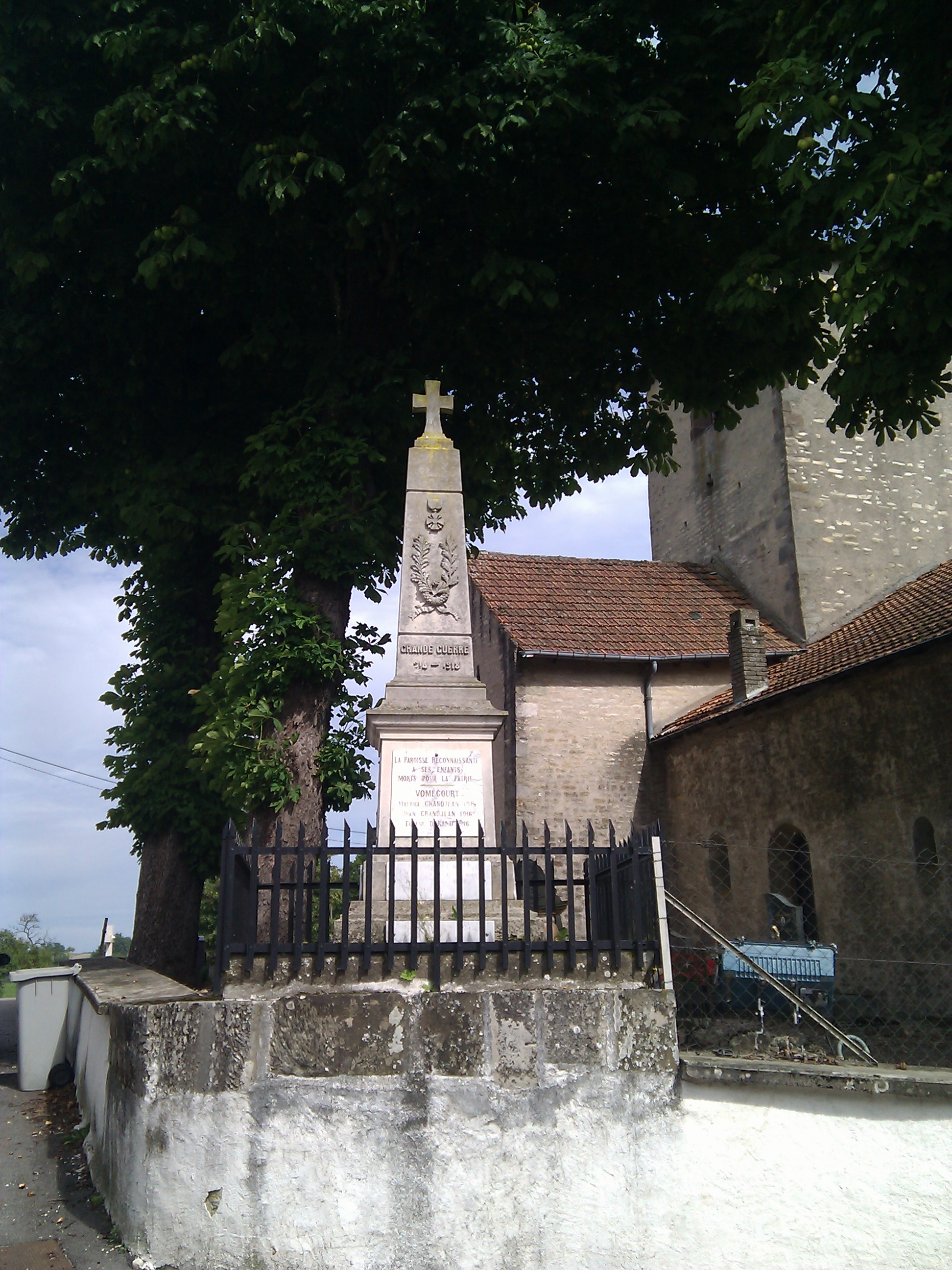
Monumento ai caduti